# Lubrificantes e Derivados de Petróleo do Nordeste
A Lubrificantes e Derivados de Petróleo do Nordeste, também conhecida como Lubnor, foi inaugurada em 1966, em Fortaleza. Produz 235 mil toneladas/ano de asfaltos e 73 mil metros cúbicos por ano de lubrificantes naftênicos. A refinaria responde por cerca de 13% da produção de asfaltos do Brasil.
Todo o petróleo utilizado pela Lubnor é do tipo ultra-apressado: 85% provenientes do Espírito Santo e o restante, 15%, do Ceará. Do total processado, 62% do volume é destinado à produção de asfalto, abastecendo todos os estados do Nordeste, e cerca de 16% são empregados na obtenção de lubrificantes naftênicos.
Em maio de 2022, foi concretizada a venda da refinaria para Grepar Participações Ltda., que a comprou por US$34 milhões. A empresa foi a quarta refinaria vendida, no acordo feito entre a Petrobras e o Cade que diminui a participação da estatal no mercado de refino.
Em junho de 2023, o Cade aprovou a venda da Lubnor para o Grepar.
Em novembro de 2023, a Petrobras anunciou a rescisão do contrato para a venda da refinaria, alegando pendências contratuais. A Grepar anúnciou que não prosseguiria com a transação.

## Características técnicas
- Área Total: 0,4 km²[1]
- Unidade de Lubrificantes ULUB[1]
- Unidade de Processamento de Gás Natural — UPGN[1]
- Unidade de Vácuo — UVAC[1]

## Capacidade instalada
A capacidade instalada é de 8.000 bbl/d.

## Principais produtos
- Asfalto
- Óleo lubrificante

## Mercados que atende
- Óleo Lubrificante: vendido às distribuidoras e comercializado em todo o país
- Asfaltos: Ceará, parte de Pernambuco e parte do Pará